# Galoisverbindung
Als Galoisverbindung bezeichnet man die mathematische Beschreibung einer Wechselbeziehung zwischen zwei Gesamtheiten (Mengen). Dabei wird jedem Element der einen Menge ein Element der anderen zugeordnet und umgekehrt, wobei noch bestimmte Regeln einzuhalten sind. Es wird angenommen, dass die beiden Gesamtheiten (partiell) geordnet sind. Die Regeln sollen dann sicherstellen, dass die Wechselbeziehung mit diesen Ordnungen verträglich ist.
Ein außermathematisches Beispiel einer solchen Wechselbeziehung wird durch das sogenannte Reziprozitätsgesetz der philosophischen Begriffslehre beschrieben: „Inhalt und Umfang eines Begriffs stehen gegen einander in umgekehrtem Verhältnis. Je mehr nämlich ein Begriff unter sich enthält, desto weniger enthält er in sich, und umgekehrt.“
Benannt sind die Galoisverbindungen nach dem französischen Mathematiker Évariste Galois. Man unterscheidet monotone und antitone Galoisverbindungen. Das erwähnte Beispiel der Beziehung zwischen Begriffsumfang und Begriffsinhalt entspricht dem antitonen Fall (je mehr von dem einen, desto weniger vom anderen). Ohne Angabe von „monoton“ oder „antiton“ sind in diesem Artikel antitone Galoisverbindungen gemeint.

## Definitionen

### Antitone Galoisverbindung
Eine antitone Galoisverbindung zwischen zwei partiell geordneten Mengen {\displaystyle (S,\leq )} und {\displaystyle (T,\leq )} ist ein Paar {\displaystyle (\sigma ,\tau )} von Abbildungen {\displaystyle \sigma \colon S\to T} und {\displaystyle \tau \colon T\to S}, wobei {\displaystyle \sigma } und {\displaystyle \tau } antitone Abbildungen sind und ihre Kompositionen {\displaystyle \sigma \circ \tau } und {\displaystyle \tau \circ \sigma } extensiv sind. Das bedeutet, es müssen die folgenden Eigenschaften erfüllt sein:
1. {\displaystyle \forall s_{1},s_{2}\in S\colon [s_{1}\leq s_{2}\Rightarrow \sigma (s_{2})\leq \sigma (s_{1})]}
2. {\displaystyle \forall t_{1},t_{2}\in T\colon [t_{1}\leq t_{2}\Rightarrow \tau (t_{2})\leq \tau (t_{1})]}
3. {\displaystyle \forall s\in S\colon s\leq \tau (\sigma (s))}
4. {\displaystyle \forall t\in T\colon t\leq \sigma (\tau (t))}

Äquivalent ist es zu fordern, dass
{\displaystyle \forall s\in S\ \forall t\in T\colon [s\leq \tau (t)\iff t\leq \sigma (s)]}
erfüllt ist.

### Monotone Galoisverbindung
Eine monotone Galoisverbindung zwischen zwei partiell geordneten Mengen {\displaystyle (S,\leq )} und {\displaystyle (T,\leq )} ist ein Paar {\displaystyle (f,g)} von Abbildungen {\displaystyle f\colon S\to T} und {\displaystyle g\colon T\to S}, wobei {\displaystyle f} und {\displaystyle g} monotone Abbildungen sind, {\displaystyle g\circ f} extensiv ist und {\displaystyle f\circ g} intensiv. Das bedeutet, es müssen die folgenden Eigenschaften erfüllt sein:
1. {\displaystyle \forall s_{1},s_{2}\in S\colon [s_{1}\leq s_{2}\Rightarrow f(s_{1})\leq f(s_{2})]}
2. {\displaystyle \forall t_{1},t_{2}\in T\colon [t_{1}\leq t_{2}\Rightarrow g(t_{1})\leq g(t_{2})]}
3. {\displaystyle \forall s\in S\colon s\leq g(f(s))}
4. {\displaystyle \forall t\in T\colon f(g(t))\leq t}

Äquivalent ist es zu fordern, dass
{\displaystyle \forall s\in S\forall t\in T\colon [s\leq g(t)\iff f(s)\leq t]}
erfüllt ist.
Eine monotone Galoisverbindung {\displaystyle (f,g)} ist gerade der Spezialfall einer kategorientheoretischen Adjunktion {\displaystyle f\dashv g}, wo es sich bei den Kategorien um partiell geordnete Mengen handelt.

## Eigenschaften
Eine antitone Galoisverbindung {\displaystyle (\sigma ,\tau )} zwischen {\displaystyle S} und {\displaystyle T} besitzt die folgenden Eigenschaften:
- Symmetrie: {\displaystyle (\tau ,\sigma )} ist eine Galoisverbindung zwischen {\displaystyle T} und {\displaystyle S}.
- {\displaystyle \tau \circ \sigma \circ \tau =\tau }, per Symmetrie ebenso {\displaystyle \sigma \circ \tau \circ \sigma =\sigma }.
- {\displaystyle \tau \circ \sigma } ist ein Hüllenoperator auf {\displaystyle S}, und damit ist {\displaystyle \sigma \circ \tau } ein Hüllenoperator auf {\displaystyle T} .
- Eindeutigkeit: Ist {\displaystyle (\sigma ,\tau ')} eine weitere Galoisverbindung zwischen {\displaystyle S} und {\displaystyle T}, so ist {\displaystyle \tau =\tau '}. Ist {\displaystyle (\sigma ',\tau )} eine weitere Galoisverbindung zwischen {\displaystyle S} und {\displaystyle T}, so ist {\displaystyle \sigma =\sigma '}

Eine monotone Galoisverbindung {\displaystyle (f,g)} zwischen {\displaystyle S} und {\displaystyle T} besitzt die folgenden Eigenschaften:
- {\displaystyle f\circ g\circ f=f} und {\displaystyle g\circ f\circ g=g}.
- {\displaystyle g\circ f} ist ein Hüllenoperator auf {\displaystyle S} und {\displaystyle f\circ g} ein Kernoperator auf {\displaystyle T}.
- Ist {\displaystyle (f,g')} eine weitere monotone Galoisverbindung zwischen {\displaystyle S} und {\displaystyle T}, so ist {\displaystyle g=g'}. Ist {\displaystyle (f',g)} eine weitere monotone Galoisverbindung zwischen {\displaystyle S} und {\displaystyle T}, so ist {\displaystyle f=f'}.

## Anwendung
Theorie und Anwendung solcher Galoisverbindungen sind z. B. Gegenstand der Formalen Begriffsanalyse (FBA). In der FBA bilden Gegenstände die eine Menge, die potentiellen Eigenschaften (Merkmale) die dazugehörige andere Menge.
Dabei sind {\displaystyle S} und {\displaystyle T} Potenzmengen, etwa {\displaystyle S={\mathcal {P}}(A)} und {\displaystyle T={\mathcal {P}}(B)}. Diese sind durch Inklusion halbgeordnet. Unter einer Galoisverbindung zwischen den Mengen {\displaystyle A} und {\displaystyle B} versteht man dann eine Galoisverbindung zwischen {\displaystyle S} und {\displaystyle T}. Solche können mit Hilfe von Relationen gewonnen werden: Sei {\displaystyle R\subseteq A\times B} eine Relation zwischen {\displaystyle A} und {\displaystyle B}. Die Abbildungen
{\displaystyle \sigma (X):=\{y\in B~|~\forall x\in X:(x,y)\in R\}},
{\displaystyle \tau (Y):=\{x\in A~|~\forall y\in Y:(x,y)\in R\}}
stellen dann eine Galoisverbindung zwischen {\displaystyle S} und {\displaystyle T} her.

## Beispiele
- Sind die partiellen Ordnungen auf {\displaystyle S} und {\displaystyle T} gerade die Gleichheit, ist eine Galois-Verbindung (gleichgültig, ob monoton oder antiton) zwischen {\displaystyle S} und {\displaystyle T} ein Paar zueinander inverser Funktionen.

- Die Einbettung der ganzen Zahlen in die reellen Zahlen {\displaystyle i\colon \mathbb {Z} \to \mathbb {R} ,z\mapsto z} bildet mit der Abrundungsfunktion {\displaystyle \lfloor \cdot \rfloor \colon \mathbb {R} \to \mathbb {Z} } eine monotone Galoisverbindung, {\displaystyle i\dashv \lfloor \cdot \rfloor }, zwischen {\displaystyle \mathbb {Z} } und {\displaystyle \mathbb {R} } mit ihren gewöhnlichen Ordnungen.

- Für jede natürliche Zahl {\displaystyle d\neq 0} bilden die ganzzahlige Division durch {\displaystyle d}, d. h. {\displaystyle \lfloor {\mathord {\cdot }}/d\rfloor \colon \mathbb {N} \to \mathbb {N} }, und die Multiplikation mit {\displaystyle d}, d. h. {\displaystyle {\mathord {\cdot }}\times d\colon \mathbb {N} \to \mathbb {N} }, eine monotone Galoisverbindung zwischen {\displaystyle (\mathbb {N} ,\leq )} und {\displaystyle (\mathbb {N} ,\leq )}, {\displaystyle ({\mathord {\cdot }}\times d)\dashv \lfloor {\mathord {\cdot }}/d\rfloor }.

- Zwischen einem Körper {\displaystyle L} mit Unterkörper {\displaystyle K} und der Galoisgruppe von {\displaystyle G=Gal(L/K)} besteht die folgende Relation {\displaystyle R}:

{\displaystyle (\phi ,x)\in R\Leftrightarrow \phi x=x.}
Daraus kann eine Galoisverbindung zwischen {\displaystyle L} und {\displaystyle G} definiert werden. Diese wird im Hauptsatz der Galoistheorie untersucht. Dieses Beispiel erklärt die Bezeichnung Galoisverbindung.
- Betrachten wir einen Vektorraum {\displaystyle V} und einen zweiten Vektorraum {\displaystyle F} bestehend aus linearen Funktionalen von {\displaystyle V}, d. h. einen Unterraum des Dualraumes {\displaystyle V^{*}}. Wir definieren die Relation {\displaystyle R} auf {\displaystyle V\times F} durch

{\displaystyle (v,f)\in R:\Leftrightarrow f(v)=0}.
Diese Relation definiert eine Galois-Verbindung zwischen {\displaystyle V} und {\displaystyle F}, aber auch zwischen deren Unterräumen. Man schreibt dann {\displaystyle \perp } anstatt {\displaystyle \sigma } sowie {\displaystyle \top } anstatt {\displaystyle \tau }, und es gelten
{\displaystyle U^{\perp }=\{f\in V^{*}~|~U\subseteq \operatorname {Kern} (f)\}},
{\displaystyle U^{\top }=\bigcap \limits _{f\in U}\operatorname {Kern} (f)}.
- In der algebraischen Geometrie besteht eine Galois-Verbindung {\displaystyle ({\mathcal {I}},{\mathcal {V}})} z. B. zwischen den affinen algebraischen Mengen in {\displaystyle k^{n}} und den Idealen im Polynomring {\displaystyle k[X_{1},X_{2},\dots ,X_{n}]}, wobei {\displaystyle k} einen algebraisch abgeschlossenen Körper bezeichnet. Dabei ordnet {\displaystyle {\mathcal {I}}} jeder algebraischen Menge das Ideal aller Polynome zu, die auf dieser Menge verschwinden, und {\displaystyle {\mathcal {V}}} ordnet jedem Ideal diejenige algebraische Menge zu, die gemeinsame Nullstellenmenge aller Polynome in diesem Ideal ist; formal:

{\displaystyle {\mathcal {I}}(A):=\left\{f\in k[X_{1},X_{2},\dots ,X_{n}]\,~|~\,f(A)=0\right\}},
{\displaystyle {\mathcal {V}}(I):=\left\{x\in k^{n}\,~|~\,\forall f\in I\colon f(x)=0\right\}}.
- In der universellen Algebra, genauer in der Gleichungstheorie, existiert eine Galoisverbindung {\displaystyle (M,G_{X})} zwischen den Gleichungssystemen und den Klassen von Algebren. Dabei seien Algebren und Terme von einem festen Typ. Die Galoisverbindung wird als die Galoisverbindung der Gleichungstheorie bezeichnet und weicht von der ursprünglichen Definition dahingehend ab, dass nicht bloß auf Mengen, sondern auf Klassen operiert wird. Es sei {\displaystyle \Sigma \subseteq T(X)\times T(X)} ein Gleichungssystem über der Variablenmenge {\displaystyle X} und {\displaystyle {\mathcal {K}}} eine Klasse von Algebren:

{\displaystyle M(\Sigma ):=\left\{A~|~\forall (s,t)\in \Sigma \colon A\models s\approx t\right\}}, die Klasse aller Modelle von {\displaystyle \Sigma },
{\displaystyle G_{X}({\mathcal {K}}):=\left\{(s,t)\in T(X)\times T(X)~|~\forall A\in {\mathcal {K}}\colon A\models s\approx t\right\}}, die Menge aller in allen Algebren von {\displaystyle {\mathcal {K}}} gültigen Gleichungen über {\displaystyle X}.
- In {\displaystyle \mathbb {R} } mit der Standardordnung gilt

{\displaystyle a+b\geq c\Longleftrightarrow a\geq c-b}.
Das heißt, {\displaystyle x\mapsto x+b} und {\displaystyle x\mapsto x-b} bilden eine monotone Galoisverbindung. Man kann diese Eigenschaft auch als Definition der Subtraktion einer Zahl relativ zur Addition derselben Zahl auffassen. Im Gegensatz zur Definition der Subtraktion als Addition des additiven Inversen ist sie auch in Situationen brauchbar, wo es keine negativen Zahlen gibt.
- Für jede Abbildung {\displaystyle f\colon A\to B} gibt es die Urbildabbildung {\displaystyle f^{-1}\colon {\mathcal {P}}(B)\to {\mathcal {P}}(A)}. Bezüglich der Teilmengenrelation hat letztere Links- und Rechtsadjungierte {\displaystyle \exists _{f},\forall _{f}\colon {\mathcal {P}}(A)\to {\mathcal {P}}(B)}, mit {\displaystyle \exists _{f}\dashv f^{-1}\dashv \forall _{f}}, definiert durch

{\displaystyle \exists _{f}(X):=\{b\in B\mid \exists a\in A\colon f(a)=b\land a\in X\}} und
{\displaystyle \forall _{f}(X):=\{b\in B\mid \forall a\in A\colon f(a)=b\Rightarrow a\in X\}}.
{\displaystyle \exists _{f}} ist als Bildung des Bilds unter {\displaystyle f} bekannt.